# Ognjanovo
Ognjanovo (Bulgaars: Огняново) is een dorp in het zuidwesten van Bulgarije. Het dorp is gelegen in de gemeente Garmen, oblast Blagoëvgrad. Het dorp ligt hemelsbreed 72 kilometer ten zuidoosten van Blagoëvgrad en 126 kilometer ten zuiden van Sofia. Ognjanovo staat vooral bekend om de aanwezigheid van minerale waterbronnen.  

## Bevolking
Op 31 december 2020 telde het dorp Ognjanovo 1.534 inwoners, een daling ten opzichte van het maximale aantal van 1.694 personen in 2001.
|  |

In het dorp wonen voornamelijk etnische Bulgaren. In de optionele volkstelling van 2011 identificeerden 1.177 van de 1.413 ondervraagden zichzelf als etnische Bulgaren, oftewel 83,3%. Het overige deel van de bevolking bestond vooral uit etnische Roma
| Etnische samenstelling van de respondenten (2011) | Etnische samenstelling van de respondenten (2011) | Etnische samenstelling van de respondenten (2011) | Etnische samenstelling van de respondenten (2011) | Etnische samenstelling van de respondenten (2011) |
| ------------------------------------------------- | ------------------------------------------------- | ------------------------------------------------- | ------------------------------------------------- | ------------------------------------------------- |
|                                                   |                                                   |                                                   |                                                   |                                                   |
| Bulgaren                                          | Bulgaren                                          |                                                   | 83,3%                                             | 83,3%                                             |
| Turken                                            | Turken                                            |                                                   | 2,3%                                              | 2,3%                                              |
| Roma                                              | Roma                                              |                                                   | 12,6%                                             | 12,6%                                             |
| Anders/Onbekend                                   | Anders/Onbekend                                   |                                                   | 14,7%                                             | 14,7%                                             |